# 相川なつ
相川 なつ（あいかわ なつ、8月31日 -）は、日本の女性歌手。アニメやPCゲームの主題歌や挿入歌を歌っているシンガーソングライター。東京都出身。血液型はB型。愛称は「なっちゃん」。

## 人物
アニメや成人向け美少女ゲームの主題歌や挿入歌などを歌っている。関東を中心にライブや舞台で活動している他、コスプレが趣味であることから、コスプレパフォーマンスユニット「コミュ☆SHOW」を結成し、コスプレパフォーマンスのイベントでも活動中。第１回ミスアキバグランプリ受賞。好きな食べ物は肉。

## 来歴
2009年、ライブ活動を開始。オフィシャルブログ「相川なつ☆世界で一番お姫様っ☆」をはじめる。
2010年4月、オリジナル＆アニソンコピーバンド「SUMMER☆BEAT」結成。ヴォーカル兼リーダーを担当。
2010年8月27日、初ワンマンライブである”相川なつバースデー企画 ＳＵＭＭＥＲ☆ＢＥＡＴワンマンＬｉｖｅ 「やさぐれサマー２０１０ ～なっちゃんの××な夏休み～」”を開催。
2011年8月、自分のバンドで活動する傍ら、アニソンになりたいバンド「small river」のサポートボーカルとしても活動 (～2012年11月)。
2014年2月1日、A-Live主催のAkihabara Live Projectに当時働いていたHermateの代表としてマスクメイドと一緒に出演。
2014年3月、mayaとユニット「cestino」を結成。2014年8月からエフエム浦安でラジオ番組「cestinoの今日も今日とて！ごみばこラジオ。」のパーソナリティを務める。
2015年2月、美少女ゲーム「さくらシンクロニシティ」の早咲イメージソング「Love green」でゲームソングシンガーとしての活動を開始。
2015年11月1日、OTOTOYで4枚のシングルに収録の12曲を含む14曲を一斉に配信音源配信。
2016年5月3日、本格インドカレーを食べながらゆったりと音楽を楽しむイベント「異文化交流-LIVE Junction」を主宰。
2018年7月4日、ON AIR TVでコミュ☆SHOWのトークバラエティ番組「コミュ☆SHOWのともだち万博」の放送を開始。
2018年12月30日、オタクが輝くミスコン、ミスアキバ2019オーディションでグランプリを受賞。初代ミスアキバとなる。
2019年1月24日、アキバイチの秋葉原MENGEKIビジョンにて紹介動画放映開始。
2019年4月1日、ギフトショップThe AkiBaイメージモデルに就任。
2019年6月16日、ソフマップ１日店長に就任。
2019年7月6日、夏の秋葉原電気街まつりのアキベア名刺の配布、記念撮影会に参加。
2019年7月18日～22日、深圳アニメーションフェスティバルに出演。
2019年9月29日、akiba:F献血ルーム　10周年記念イベントに参加。
2020年3月、アニメ「世界は意外と小さくできている 」OPテーマを担当。
2020年6月17日～22日、舞台「六畳一間で愛してる」に沙織里役で出演。
2020年9月2日、全国流通版フルアルバム「COLORFUL」をリリース。
2021年10月20日～24日、舞台「サルビアとWISH SONG」にメローラ役で出演。

## ディスコグラフィー

### シングル
| 発売日         | タイトル                       | 収録曲 |
| -------------- | ------------------------------ | --- |
| 2013年9月24日  | GRAY GRAY GRAY                 | 1. GRAY GRAY GRAY (作詞:中村友則/作曲:中村友則) 2. トキメキ・スマイル・アゲイン (作詞:中村友則/作曲:中村友則) 3. intricate (作詞:中村友則/作曲:中村友則)          |
| 2014年4月12日  | 相かわらずなコミュニケーション | 1. 相かわらずなコミュニケーション (作詞:中村友則/作曲:中村友則) 2. 命の岸で (作詞:中村友則/作曲:中村友則) 3. イライラドントマインド (作詞:中村友則/作曲:中村友則) |
| 2016年4月23日  | Starry World                   | 1. Starry World (作詞:Johnny.k/作曲:Johnny.k/編曲:Johnny.k) 2. マテリアル (作詞:Johnny.k、tu99un/作曲:Johnny.k/編曲:Johnny.k)                                     |
| 2017年12月29日 | うたかた。                     | 1. うたかた。 (作詞:天城凛太郎/作曲:難波研) 2. さくらもよう。 (作詞:天城凛太郎/作曲:難波研)                                                                       |
| 2019年6月16日  | ANniversaRestart→              | 1. ANniversaRestart→ (作詞:南野Emily/作曲:vivi) 2. emotion (作詞:イマオカマヤ/作曲:中村友則)                                                                      |

### アルバム
| 発売日        | タイトル            | 収録曲 |
| ------------- | ------------------- | --- |
| 2018年8月10日 | Happy Happy Summer! | 1. Happy Happy Summer! (作詞:相川なつ/作曲:相川なつ/編曲:中村友則) 2. 蜃気楼 (作詞:相川なつ/作曲:中村友則) 3. わっしょい！祭唄 (作詞:中村友則/作曲:中村友則) 4. 線香花火 (作詞:相川なつ/作曲:中村友則) 5. Days! (作詞:相川なつ/作曲:相川なつ/編曲:中村友則) |
| 2020年10月2日 | COLORFUL            | 1. ANiversaRestart→ (作詞:南野Emily/作曲:vivi) 2. Beyond the dawn (作詞:iku/作曲:iku/編曲:each) 3. clover (作詞:相川なつ/作曲:相川なつ/編曲:中村友則) 4. Dancing Party Night (作詞:相川なつ/作曲:vivi) 5. emotion (作詞:イマオカマヤ/作曲:中村友則) 6. Gray Gray Gray 2020 ver. (作詞:中村友則/作曲:中村友則) 7. Message (作詞:相川なつ/作曲:中村友則) 8. Starry promise (作詞:ジン/作曲:ジン) 9. トキメキスマイルアゲイン acoustic ver. (作詞:中村友則/作曲:中村友則) 10. 相変わらずなコミュニケーション 2020 ver. (作詞:中村友則/作曲:中村友則) |

### タイアップ

#### アニメ
| 楽曲   | タイアップ                                          |
| ------ | --------------------------------------------------- |
| clover | 『世界は意外と小さくできている 』オープニングテーマ |

#### 舞台
| 楽曲                | タイアップ                    |
| ------------------- | ----------------------------- |
| サルビアとWISH SONG | 『サルビアとWISH SONG』主題歌 |

#### 美少女ゲーム
| 楽曲                    | タイアップ                                                                                             |
| ----------------------- | --- |
| Love green              | WHITE SOFT『さくらシンクロニシティ』卯月早咲イメージソング                                             |
| Romantic Space trip     | D:drive『ツゴウノイイアイドル』南野今日子イメージソング                                                |
| ハロハロスマイル        | D:drive『ツゴウノイイアイドル』南野今日子イメージソング                                                |
| Boundary line           | D:drive『ツゴウノイイアイドル』南野今日子イメージソング                                                |
| マイ・メターナル        | 桃源郷『巨乳 de キャンプ ～俺のテントは準備完了！美人母娘と fire！～』主題歌                           |
| 背徳の欲望              | 桃源郷『兄嫁とその母 ～居候していた兄の家に嫁の母が転がり込んできた結果 www～』主題歌                  |
| めろめろ Happy ♪        | 桃源郷『妹、あまえて！』主題歌                                                                         |
| 乙女はVICTORY!          | 桃源郷『巨乳温泉子作りの湯 ～山の中で秘湯で出会ったのは美人母娘でした～』主題歌                        |
| 早過ぎたのは貴女のせい  | 桃源郷『愛しの母と若い叔母 ～母子家庭に叔母が転がり込んできた結果 www～』主題歌                        |
| 屈辱 follower           | 桃源郷『逆レイプ女子寮 ～迫りくる女達に搾り取られ続ける俺の白濁液～』主題歌                            |
| 僕は悪くない！          | 桃源郷『息子のムスコは誰のモノ !? ～ムスコ争奪戦母妹戦線～』主題歌                                     |
| 催眠カウンセラー        | INTERHEART glossy『ヒトヅマサイミンカウンセリング』主題歌                                              |
| イノセント              | INTERHEART glossy『ヒトヅマサイミンカウンセリング』ED                                                  |
| ハーレムナイト          | Sweet HEART『はーれむ村 ～童卒不可避！子種提供は村の掟です！！～』主題歌                               |
| 甘えんぼ                | Sweet HEART『はーれむ村 ～童卒不可避！子種提供は村の掟です！！～』ED                                   |
| 君の見ている景色        | onomatope*raspberry『催眠ぱらだいす！ ～催眠術でツゴウノイイ美少女学園性活～』ED                       |
| LOVE♡コーディネーション | しばそふと『ラブコーディネーション！』主題歌                                                           |
| LOVE♡STUDAY!            | しばそふと『ママ×カノ～教え子のお母さんがエッチな先生で、娘の世話を焼いたら駄目ですか？～』主題歌      |
| レモンキャンディ        | しばそふと『ママ×カノ～教え子のお母さんがエッチな先生で、娘の世話を焼いたら駄目ですか？～』ED          |
| コイゴコロ＋            | しばそふと『ママ×カノ＋ ～教え子のお母さんがエッチな先生で、娘もエッチになったら駄目ですか？～』主題歌 |
| オモイデ＋              | しばそふと『ママ×カノ＋ ～教え子のお母さんがエッチな先生で、娘もエッチになったら駄目ですか？～』ED     |

#### 同人ゲーム
| 楽曲                   | タイアップ                               |
| ---------------------- | ---------------------------------------- |
| 一方的なロマンスモード | X-BANGBANG『オスとメスのカンケイ』主題歌 |
| 誰でも本当は変身願望   | X-BANGBANG『兄妹★変身なう』主題歌        |
| let’s walk freely      | GRAND†CROSS『マキフェス！』主題歌        |
| 気になるあいつ         | X-BANGBANG『兄妹☆変身なう弐っ！』主題歌  |
| お仕置きなう☆          | X-BANGBANG『妹☆お仕置きなう』主題歌      |
| windbreaker            | VRJCC『なないちゃんとあそぼ！』主題歌    |
| Miracle dream          | VRJCC『アンナちゃんとあそぼ！』主題歌    |

#### 同人ドラマCD
| 楽曲           | タイアップ                                               |
| -------------- | -------------------------------------------------------- |
| 終わりなき物語 | pen&voice galaxy『亡翼のイフリート -The 2nd one-』主題歌 |

#### その他
| 楽曲                   | タイアップ                                           |
| ---------------------- | ---------------------------------------------------- |
| ようこそ！ケンコちゃん | くすりのケンコ薬局『くすりのケンコ薬局』テーマソング |

### コンピレーションアルバム
- 「ツゴウノイイアイドルハーレムエンディングCD」
  - ハーレムイメージソング「LOVE with YOU !!」Game Version (保科めぐみ / 相川なつ / ゆりあ＊)
  - ハーレムイメージソング「LOVE with YOU !!」相川なつ Version
    - 2015年5月2日/SoundCouture

- 宮入俊悟「68504966」
  - Beyond The Dawn (feat. 相川 なつ)
    - 2018年2月12日/MIYA-0001/EngrosseRecords

### ユニット
- cestino(相川なつ／maya)「neverland syndrome」
  - neverland syndrome
  - ロマンスとサプレッサー
    - 2015年3月22日/SORASHIDO RECORD

### サポートボーカル
- small river「GET BACK THE CULTURE」
  - 18歳と○○ヶ月
  - GET BACK THE CULTURE
  - NO PERFECT SONG
  - CHANGE THE WORLD
    - 2012年4月30日

### ゲストボーカル
- Divine Wind「Revival～復活～」
  - 願い - Vo. 相川なつ -
  - Braver - Vo. 相川なつ -
    - 2015年11月18日/UMLT-008/Unlimited Record
- まーやPソロプロジェクト
  - Crazy！らぶ！
    - 2019年4月1日
- OtoneZ vol.1
  - URAWAがとまらない（Coming2020Mix）
    - 2019年10月27日
- SOUTH OF HEAVEN「Season in the Abyss」
  - 天使の穢れ
    - 2020年3月1日
- AIZ FACTORY「Diversified tour」
  - 虹色パステル
  - Starry promise
    - 2020年3月1日
- SOUTH OF HEAVEN「PROTEST THE HEROINE Ⅲ」
  - 亡き王女の為のセプテット/東方紅魔郷
    - 2020年10月18日
- SOUTH OF HEAVEN「PROTEST THE HEROINE Ⅳ」
  - 花は幻想のままに/東方花映塚
    - 2020年10月18日
- SOUTH OF HEAVEN「憧憬メモランダム 2nd ALBUM -Solfeggio」
  - One Sides
    - 2021年4月25日
- SOUTH OF HEAVEN「PROTEST THE HEROINE Ⅴ」
  - the Last Judgement/東方怪綺談
    - 2021年10月24日
- SOUTH OF HEAVEN「PROTEST THE HEROINE Ⅵ」
  - クレイジーバックダンサーズ/東方天空璋
    - 2021年10月24日

### 写真集
- あいかわなつのエロゲソング Book♪[注 3]
  - 2017年3月17日

## 出演

### テレビアニメ
2020年
- 世界は意外と小さくできている （風（フウ））
- 新ニッポンヒストリー （諸葛孔明）

### ゲーム
- 真・戦国バスター（葵）[19]
- 出動！美女ポリス（マッピー玲華）[20][21]
- コットン リブート！（ナレーション / 公式コスプレイヤー）[22][23][24][25][26]
- コットンリブート ハイテンション!（ベルベット女王）

### テレビ
- 「つんつべ♂」踊って三田（ＴＯＫＹＯ ＭＸ）
- 秋葉原リサーチ研究所「あきらぼ」（千葉テレビ）
- でんぱジャック-World Wide Akihabara-[27]（フジテレビ）
- ＜ジャパコンProject＞『二次元領域拡大通信』（BSフジ）
- MUSE9（2019年8月12日、2019年10月14日　千葉テレビ）
- そこにあるBU.KI.MI（2019年9月9日　テレビ埼玉）
- 林修のニッポンドリル(2020年12月16日　フジテレビ)
- らいコレTV(2021年10月14日　ＴＯＫＹＯ ＭＸ）

### ラジオ
- J-WAVE HELLO WORLD 特集「アキバのお・も・て・な・し」（2014年1月15日　ゲスト）（J-WAVE 81.3FM）
- cestinoの今日も今日とて！ごみばこラジオ。（2014年8月8日～2018年3月23日　パーソナリティ）(市川うららFM)
- Dream Kingdom『Mundi renovatio 姉妹でなごむんでぃ』（2018年4月27日～9月28日　ゲスト）（かわさきＦＭ）
- 渋谷deお国自慢（2019年10月31日　ゲスト）（渋谷のラジオ）
- アーティスト応援部（2019年11月9日　ゲスト）（渋谷クロスFM）
- ミュージックデリバリー（2019年11月12日　ゲスト）（レインボータウンFM）

### 舞台
- 劇団空感エンジンプロデュース公演 「７丁目16番地ゆめ屋～3回まわってワンの巻～」（2011年11月16日～11月21日　結子役）
- 劇団空感エンジンプロデュース公演「君死にたまふことなかれ」（2012年4月11日～4月15日　川島絹子役）
- 劇団空感エンジンプロデュース公演「LIFE～空を見よう、星を見よう～」（2013年5月22日～5月27日　奈々役）
- TOKYO IDOL ACT 2013「プレイス」（2013年7月24日～8月5日　晴美役）
- 劇団空感エンジンプロデュース公演「ポーカーフェイス～第二話　信～」（2013年11月14日～11月18日　高松鈴役）
- 歌唱声劇「レ・ミゼラブル」（2014年9月14日　コゼット役）
- 劇団空感エンジンプロデュース公演「suki×sukiスナック２～スナックへ飲みにいこう～」（2015年2月5日～2月9日　久美役）
- ポーカーフェイス ～第一話『卒業』～（2015年5月21日～6月1日）
- シェアハウスⅣ -O・MO・TE・NA・SHI-（2016年6月26日　ゲスト）
- ポーカーフェイス ～第五話『夢』～（2016年7月21日～8月1日　高松役）
- Laid Back & team.roughstyle特別公演「月想」（2016年9月29日～10月2日　なみ役）
- ポーカーフェイス ～第六話『ひだまり』～（2016年12月15日～12月25日　雅役、高松役）
- team.roughstyle第７公演「狗傳 改め」（2017年2月22日～2月26日　まき役）
- GO,JET!GO!GO!vol.1（2017年3月1日～3月6日　早紀役）
- GO,JET!GO!GO!vol.2（2017年5月10日～5月15日　早紀役）
- 火の風にのって（2017年10月2日　日替わりキャスト）
- ポーカーフェイス ～第七話『交差』～（2017年11月2日～11月13日　高松役）
- GO,JET!GO!GO!vol.4 ～Last Dance For Me!Me!Meee!～（2018年2月7日～2月12日　早紀役）
- GO,JET!GO!GO!vol.5 ～涙のドライマティーニ ガールズにライバル出現!?～（2018年8月1日～8月13日　早紀役、リサ役）
- ポーカーフェイス ～第八話『言霊』～（2018年10月25日～11月5日　高松役）
- GO,JET!GO!GO!Vol.6 ～追憶のブルージーン・クリスマス～（2018年11月28日～12月9日　早紀役）
- ポーカーフェイス ～第九話『進』～（2019年2月21日～3月4日　高松役）
- GO,JET!GO!GO!Vol.7 ～そんなヒロシに騙されて～（2019年4月11日～4月21日　早紀役）
- 劇団大富豪第12回本公演「wakasagi -ワカサギ-」（2019年6月5日～4月9日　本田里美役）
- GO,JET!GO!GO!vol.8 ～想い出のFacebook Lovers～（2019年10月3日～10月14日　早紀役）
- GO,JET!GO!GO!ZERO ～想い出のFacebook Lovers～（2019年12月5日～12月15日　早紀役）
- ポーカーフェイス ～第十話『始まり』～（2020年2月27日～3月9日　高松役、使井役）
- 六畳一間で愛してる（2020年6月17日～6月22日　沙織里役）[3]
- リーディングステージ ポーカーフェイス ～第9.5話『或る日』～（2020年10月21日～10月26日　高松役）
- 空感演人プロデュース「プレイス」（2020年12月2日～12月7日　美奈役）
- 火の風にのって 二週目（2021年3月3日～3月8日）
- GO,JET!GO!GO! PARADAISE LIVE!1 ～栗JET Ver.～（2021年7月21日～7月26日　早紀役）
- サルビアとWISH SONG（2021年10月20日～7月24日　メローラ役）[4]
- アニマルライブ（2021年11月24日～11月28日　ウサギ役）
- GO,JET!GO!GO! PARADISE LIVE 5（2022年1月7日～1月17日　早紀役）
- 火の風にのって（2022年3月28日 ゲスト）
- 遥かなるミドルガルズ（2022年4月5日～4月10日　魔女エンダー役）

### 主催イベント
- 異文化交流-LIVE Junction vol.1（2016年5月3日）
- 異文化交流-LIVE Junction vol.2（2016年7月8日）
- 異文化交流-LIVE Junction vol.3（2016年9月2日）
- 異文化交流-LIVE Junction vol.4（2016年11月3日）
- 異文化交流-LIVE Junction vol.5 -新年あけおめSP（2017年1月9日）
- 異文化交流-LIVE Junction vol.6（2017年3月17日）
- 異文化交流-LIVE Junction vol.7 -1周年SP（2017年5月3日）
- 異文化交流-LIVE Junction vol.8（2017年7月7日）
- 異文化交流-LIVE Junction vol.9（2017年9月22日）
- 異文化交流-LIVE Junction vol.10（2017年12月24日）
- 異文化交流-LIVE Junction vol.11（2018年4月8日）
- 異文化交流-LIVE Junction vol.12（2018年6月30日）
- 異文化交流-LIVE Junction vol.13（2019年3月10日）
- 異文化交流-LIVE Junction Special（2019年4月13日）
- 異文化交流-LIVE Junction vol.14（2019年8月3日）
- 異文化交流-LIVE Junction vol.15（2020年12月12日）
- 異文化交流-LIVE Junction vol.16-5周年記念！（2021年8月29日）
- 異文化交流-LIVE Junction vol.17（2021年12月18日）

### 雑誌
- オタポケ
- あきかる（読者モデル / ミスアキバ2019）

### 同人ドラマCD
- 亡翼のイフリート（2018年4月29日　尾羽里梟華役）
- 亡翼のイフリート -The 2nd One- pre vol.01（2019年4月28日　尾羽里梟華役）
- 亡翼のイフリート -The 2nd One-（2019年10月27日　尾羽里梟華役）

### コスプレROM
- 相川なつの憂鬱 (2017年12月29日)